# 1530 w literaturze
Wydarzenia literackie w 1530 roku.

## Nowe książki
- polskie
  - Istoryja o świętym Jozefie

- zagraniczne
  - Filip Melanchton
    - Obrona Wyznania augsburskiego
    - Wyznanie augsburskie

## Urodzili się
- Jan Kochanowski, polski poeta

## Zmarli
- Jacopo Sannazaro, włoski poeta